# Isla del Trocadero
Die Isla del Trocadero ist eine Insel in der Bucht von Cádiz, bei der südspanischen Stadt Cádiz in Andalusien.

## Lage
Die Isla del Trocadero ist vom Festland durch den 3,4 km langen und 35 bis 150 Meter breiten Caño de Trocadero getrennt.
Die Insel ist 4,3 km lang und maximal 1,0 km breit, und hat eine Fläche von 5,25 km². Sie liegt im südlichen Teil der Bucht von Cádiz, im Südwesten der Hafenstadt Puerto Real, zwischen den Flussmündungen des Río de San Pedro im Norden und des Caño de Sancti-Petri im Süden.
Nördlich der Insel führt die Nationalstraße N-443 von Puerto Real nach Cádiz. Das Industriegebiet Polígono El Trocadero und die Auffahrt zur Bundesstraße namens El Trocadero weisen auf die unmittelbare Nähe zur Insel hin.

## Geschichte
Die frühere Festung Trocadero stand im Mittelpunkt der Schlacht von Trocadero von 1823. Diese endete mit der Erstürmung der Festung durch französische Truppen und besiegelte das Ende der spanischen Revolution.

## Schutzgebiet
Die Isla del Trocadero gehört zum 10.000 ha großen Schutzgebiet und Naturpark Parque Natural de la Bahía de Cádiz. Das gesamte Gebiet besteht hauptsächlich aus Marschland, Stränden, Schilfrohrfeldern und Dünen. Sie ist für die Gegend ein wichtiges Feuchtbiotop und Landezone für Zugvögel.
Folgende Vogelarten kommen auf der Isla del Trocadero vor: Basstölpel, Storch, Kormoran, Haubentaucher, Möwe, Flamingo, Seeschwalbe, Seeadler und Säbelschnäbler.

## Nutzung der Insel
Die Insel kann von den Häfen von Puerto Real und Matagorda aus erreicht werden. Sie eignet sich besonders zur Vogelbeobachtung. Im Winter können überwinternde Wasser- und Meeresvögel und während des Vogelzugs diverse Zugvögelarten beobachtet werden.
Die Insel wird aber auch von Wanderern, Windsurfern und Seglern besucht. Geringe Teile der Insel werden zur Salzgewinnung genutzt.